# Kletenburg
Kletenburg – dawny folwark i kolonia. Tereny na których leżały znajdują się obecnie na Białorusi, w obwodzie witebskim, w rejonie dokszyckim, w sielsowiecie Krypule.

## Historia
W czasach zaborów ówczesne dobra leżały w gminie Pariafianów, w powiecie wilejskim w guberni wileńskiej Imperium Rosyjskiego.
W dwudziestoleciu międzywojennym folwark i kolonia leżały w Polsce, w województwie wileńskim, w powiecie duniłowickim, od 1926 w powiecie dziśnieńskim, w gminie Parafianów.
Według Powszechnego Spisu Ludności z 1921 roku folwark zamieszkiwało 25 osób, 21 było wyznania rzymskokatolickiego, 3 prawosławnego a 1 ewangelickiego. Jednocześnie 22 mieszkańców zadeklarowało polską a 3 białoruską przynależność narodową. Były tu 3 budynki mieszkalne. W 1931 istniał folwark i kolonia. Folwark w 4 domach zamieszkiwało 38 osób, a kolonię w 2 domach 11 osób.
Wierni należeli do parafii rzymskokatolickiej w Parafianowie. Miejscowość podlegała pod Sąd Grodzki w Dokszycach i Okręgowy w Wilnie; właściwy urząd pocztowy mieścił się w Parafianowie.